# Medelartärtryck
Medelartärtryck (MAP, MBP) är ett mätvärde för trycket i artärer. Ett normalt medelartärtryck ligger vanligtvis mellan 70 och 105 mmHg. 
Sänkt medelartärtryck, under 65 mmHg, leder till klassiska hjärtsviktssymptom såsom dyspné (andfåddhet), trötthet, svimning med mera och kan uppstå på grund av dehydrering, hjärtsvikt eller blodförlust. 
Mätvärdet räknas ut genom formeln:
MBP = TPR * CO
där: 
- MBP = Medelartärtryck
- TPR = Total Perifer Resistens
- CO = Hjärtminutvolym

Formeln är en parallell till ohms lag: {\displaystyle u=r*i}.
Medelartärttrycket kan uppskattas genom beräkning utifrån personens blodtryck: 
MBP ≈ DT + (PT/3)
där:
- PT = Pulstryck
- DT = Diastoliskt tryck